# Geschützter Landschaftsbestandteil Scheidsiepen und Nebengewässer mit Gehölzstrukturen
Der Geschützte Landschaftsbestandteil Scheidsiepen und Nebengewässer mit Gehölzstrukturen mit 4,90 Hektar (ha) Flächengröße liegt nordwestlich von Rumbeck im Stadtgebiet von Arnsberg im Hochsauerlandkreis. Die Fläche wurde 1998 mit dem Landschaftsplan Arnsberg durch den Kreistag des Hochsauerlandkreises als Geschützter Landschaftsbestandteil (LB) ausgewiesen. Er trug ab 1998 den Namen LB  Scheidsiepen mit Gehölzstrukturen und hatte eine Flächengröße von 1,3 ha. 2021 wurde das LB bei der Neuaufstellung des Landschaftsplans deutlich vergrößert erneut ausgewiesen.

## Beschreibung
Beim LB handelt es sich um das Scheidsiepen und Nebengewässer mit Umgebung. Die Siepen sind zu 15 m tief eingeschnitten und weisen meist steile Böschungen. Die Böschungen werden als Grünland genutzt oder sind mit gutstrukturierten Gehölzen bestockt. In den Gehölzen stehen auch Fichten. Das Scheidsiepen und Nebengewässer verlaufen als schmale, naturnahe Gewässer mit lokal mäandrierendem Lauf. Am Oberlauf des westlichen Fließgewässers treten Trittschäden durch Weidevieh auf. 
Der Landschaftsplan führt zum LB aus: „Der Biotopkomplex gliedert und belebt das Landschaftsbild zwischen den fast zusammengewachsenen Orten Arnsberg und Rumbeck.“
Als zusätzliche Entwicklungsmaßnahmen wurden festgesetzt, dass Nadelgehölze entfernt werden sollen und bei Bedarf die Gewässer mit einem Zaun gegen Weidevieh abzuzäunen sind.

## Schutzgrund, Verbote und Gebote
Der Geschützte Landschaftsbestandteile haben laut Landschaftsplan eine besondere Funktion für die Gliederung und Belebung des Landschaftsbildes bzw. des umgebenden Offenlandes. Es kommt solchen Objekten in der Regel eine erhöhte Bedeutung als Bruthabitat für Hecken- und Gebüschbrüter zu. Laut Landschaftsplan sind Geschützte Landschaftsbestandteile im Plangebiet durch seinen eigenständigen Charakter deutlich von der sie umgebenden „normalen“ Wald- und Feld-Landschaft zu unterscheiden.
Wie bei allen LB ist es verboten diese zu beschädigen, auszureißen, auszugraben oder Teile davon abzutrennen oder auf andere Weise in seinem Wachstum oder Erscheinungsbild zu beeinträchtigen. Unberührt ist jedoch die ordnungsgemäße Pflege eines LB.
Das LB soll laut Landschaftsplan „durch geeignete Pflegemaßnahmen erhalten werden, solange der dafür erforderliche Aufwand in Abwägung mit ihrer jeweiligen Bedeutung für Natur und Landschaft gerechtfertigt ist.“